# Sofiane Boufal
Sofiane Boufal (arabisch سفيان بوفال, DMG Sufyān Būfāl; * 17. September 1993 in Paris, Frankreich) ist ein marokkanisch-französischer Fußballspieler. Der offensive Mittelfeldspieler steht bei Royale Union Saint-Gilloise unter Vertrag und ist marokkanischer A-Nationalspieler.

## Karriere

### Vereine
Boufal kam im Jahr 2010 zur Jugendabteilung des SCO Angers. Nach der A-Jugend spielte er zunächst für die B-Mannschaft in der fünftklassigen Championnat de France Amateur 2. Nachdem er in der Saison 2011/12 bereits zweimal für die erste Mannschaft in der Ligue 2 gespielt hatte, rückte er zur Spielzeit 2012/13 fest zum Profikader auf. Am 19. September 2014 erzielte Boufal bei der 2:3-Auswärtsniederlage gegen Stade Laval sein erstes Pflichtspieltor.
Im Januar 2015 wechselte Boufal zum Erstligisten OSC Lille. Am 17. Januar 2015 debütierte er bei der 0:1-Niederlage gegen den FC Lorient in der Ligue 1. In der Saison 2015/16 entwickelte sich Boufal zu einem torgefährlichen Mittelfeldspieler, so traf er am 16. April 2016 beim 4:2-Auswärtssieg gegen den Gazélec FC Ajaccio dreimal.
Ende August 2016 wechselte Boufal für eine vereinsinterne Rekordablösesumme zum englischen Erstligisten FC Southampton, bei dem er einen Fünfjahresvertrag unterschrieb. Zur Saison 2018/19 wurde er für ein Jahr an Celta Vigo in die Primera División verliehen.
Zur Saison 2020/21 kehrte Boufal zum SCO Angers zurück. Im Januar 2023 verließ der Spieler Frankreich erneut und wechselte nach Katar zu al-Rayyan SC.
Im September 2024 kehrte er nach Europa zurück und unterzeichnete einen Vertrag beim belgischen Erstdivisionär Royale Union Saint-Gilloise.  In seiner ersten Saison dort bestritt er 18 von 34 möglichen Ligaspielen sowie zwei Pokalspiele und fünf Spiele in der Europa League. Er wurde mit dem Verein belgischer Meister.

### Nationalmannschaft
Boufal wurde im März 2016 erstmals für die marokkanische Nationalmannschaft nominiert und kam im Rahmen der Afrika-Cup-Qualifikation zweimal gegen Kap Verde zum Einsatz. Er gehörte auch zum marokkanischen Kader beim infolge der COVID-19-Pandemie erst 2022 ausgetragenen Afrika-Cup 2021 und spielte bei allen fünf Spielen Marokkos bis zum verlorenen Viertelfinale. Ende desselben Jahres stand er im Aufgebot seines Heimatlandes für die Weltmeisterschaft 2022 in Katar. Boufal stand in allen 7 Spielen seiner Mannschaft in der Startelf, die sich als erste afrikanisches Team bis ins Halbfinale vorspielte und letztlich den vierten Platz belegte.

## Erfolge
- Belgischer Meister: 2024/25
- Spieler des Monats der Ligue 1: April 2016